# Don’t Explain (album Joego Bonamassy i Beth Hart)
Don't Explain – pierwszy album studyjny gitarzysty Joego Bonamassy oraz piosenkarki Beth Hart. Wydawnictwo ukazało się 27 września 2011 roku nakładem wytwórni muzycznej J&R Adventures. Na płycie znalazło się dwanaście piosenek m.in. z repertuaru Raya Charlesa, Melody Gardot, Etty James, czy Toma Waitsa. Materiał został zarejestrowany we współpracy z producentem muzycznym Kevinem Shirleyem. Joe Bonamassę i Beth Hart w pracach nad płytą wsparli gitarzysta Blondie Chaplin, perkusista Anton Fig, pianista Arlan Scheirbaum oraz basista Carmine Rojas.

## Lista utworów
Opracowano na podstawie materiału źródłowego.
| Nr  | Tytuł utworu                      | Autorzy                                    | Długość |
| --- | --------------------------------- | ------------------------------------------ | ------- |
| 1.  | „Sinner's Prayer”                 | Lowell Fulson, Lloyd Glenn                 | 4:27    |
| 2.  | „Chocolate Jesus”                 | Tom Waits, Kathleen Brennan                | 2:39    |
| 3.  | „Your Heart Is As Black As Night” | Melody Gardot                              | 5:00    |
| 4.  | „For My Friend”                   | Bill Withers                               | 4:11    |
| 5.  | „Don't Explain”                   | Billie Holiday, Arthur Herzog Jr.          | 4:34    |
| 6.  | „I'd Rather Go Blind”             | Etta James, Ellington Jordan, Billy Foster | 8:06    |
| 7.  | „Something's Got a Hold on Me”    | James, Leroy Kirkland, Pearl Woods         | 6:05    |
| 8.  | „I'll Take Care of You”           | Brook Benton                               | 5:13    |
| 9.  | „Well, Well”                      | Delaney Bramlett                           | 3:42    |
| 10. | „Ain't No Way”                    | Carolyn Franklin                           | 6:47    |
|     |                                   |                                            | 50:44   |

## Listy sprzedaży
| Lista                | Kraj              | Pozycja |
| -------------------- | ----------------- | ------- |
| Ö3 Austria Top 40    | Austria           | 32      |
| MegaCharts           | Holandia          | 9       |
| SNEP                 | Francja           | 90      |
| Media Control Charts | Niemcy            | 17      |
| VG-lista             | Norwegia          | 12      |
| Billboard 200        | Stany Zjednoczone | 120     |
| Schweizer Hitparade  | Szwajcaria        | 50      |
| Sverigetopplistan    | Szwecja           | 25      |
| UK Albums Chart      | Wielka Brytania   | 22      |

Nagrania uzyskały w Polsce certyfikat złotej płyty.

## Wydania
| Rok  | Nr katalogowy | Format   | Wytwórnia      | Region            | Źródło |
| ---- | ------------- | -------- | -------------- | ----------------- | ------ |
| 2011 | PRD 7350 1    | LP       | Provogue       | Europa            | [ 3 ]  |
| 2011 | PRAR931391    | CD       | J&R Adventures | Stany Zjednoczone | [ 3 ]  |
| 2011 | PRD 7350 2    | CD       | Provogue       | Europa            | [ 3 ]  |
| 2011 | PRD Promo 350 | Promo CD | Provogue       | Europa            | [ 3 ]  |
| 2011 | 2581-2        | CD       | Som Livre      | Brazylia          | [ 3 ]  |
| 2012 | PRD 7385 2    | CD       | Provogue       | Holandia          | [ 3 ]  |